# 香翰屏
香 翰屏（こう かんへい）は中華民国の軍人。粤軍（広東軍）出身で、後に国民革命軍の有力指揮官となり、日中戦争（抗日戦争）でも日本軍と対峙した。字は墨林。子に香港公民教育委員会主席となった香灼璣がいる。

## 事跡
1912年（民国元年）、広州に出て法律・政治を学び、また中国同盟会に加入した。1916年（民国5年）、広東海防司令部に就職したが、当初は軍艦の書記をつとめていた。3年後に広東護国軍第5軍軍官講武堂に入学し、卒業後、粤軍（広東軍）第1師に配属される。以後、粤軍軍人として着実に昇進を重ね、粤軍実力者の陳済棠に所属した。
1928年（民国17年）、国民革命軍第4軍第12師師長に昇進する。北伐後の1929年（民国18年）に、第8路討逆軍第60師師長に任ぜられた。1931年（民国20年）11月、中国国民党第4回代表大会で中央監察委員に選出されている（以後、第5期、第6期でも連続選出）。翌年、第1集団軍第2軍軍長兼広州公安局局長をつとめた。1934年（民国23年）に一時引退して郷里に戻っている。
1936年（民国25年）、第4路軍副総司令として復帰し、あわせて陸軍中将に任ぜられた。日中戦争（抗日戦争）勃発後は第9集団軍に所属し、1939年（民国28年）、第9集団軍副総司令兼第4戦区挺進隊東江指揮所主任をつとめる。翌年、閩贛粤辺区総司令に転じた。日本側の評によれば、「軍人としてよりはむしろ外交官型の男で万事如才なく、蓄財の道に秀で骨董就中、花瓶類の蒐集家として有名である」とのことである。事実、1939年には、香港で開催された広東文物展覧会籌備委員をつとめるなどしているが、それでも日中戦争期間を通して、広東軍の第一線にあり続けた人物である。
戦後は国民政府軍事委員会広州行轅副主任（後に広州綏靖公署副主任に改組）に任ぜられる。1946年（民国35年）、広東文献館理事となり、1948年（民国37年）には行憲国民大会代表に選出された。1949年（民国38年）2月、広東省政府委員に任ぜられている。
国共内戦後は香港に居住する。ただし、第2期から第6期まで国民大会代表をつとめ、国民大会が開催される時期には台湾に赴いてこれに出席した。
1978年8月17日、香港にて病没。享年89（満88歳）。

## 注
1. ↑  『最新支那要人伝』59頁。